# XX позачерговий з'їзд КПУ
XX з'їзд КПУ — позачерговий з'їзд Комуністичної партії України, що відбувся 16—17 січня 1959 року в Києві.
У роботі з'їзду взяли участь 883 делегати з ухвальним і 90 — з дорадчим голосом, які представляли 1 162 997 членів і 119 635 кандидатів у члени партії.

## Порядок денний з'їзду
1. Тези доповіді Микити Сергійовича Хрущова на XXI з'їзді КПРС «Контрольні цифри розвитку народного господарства СРСР на 1959—1965 роки» і завдання Комуністичної партії України (доповідач Підгорний Микола Вікторович).

Вибори керівних органів КПУ не проводилися.